# Star Wars: Knights of the Old Republic
Star Wars: Knights of the Old Republic (с англ. — «Звёздные войны: Рыцари Старой Республики»), сокращённо KOTOR — компьютерная ролевая игра 2003 года, действие которой происходит во вселенной «Звёздных войн». Разработана компанией BioWare по заказу LucasArts и выпущена для платформ Xbox, PC, Apple Macintosh, iOS и Android. 24 октября 2017 года стала доступна в режиме обратной совместимости на консолях восьмого поколения Xbox One. В сентябре 2021 года был анонсирован ремейк игры, разрабатываемый компанией Aspyr, но в августе 2022 года стало известно, что разработку игры передали студии Saber Interactive.
Действие игры происходит в расширенной Вселенной Звёздных войн почти за 4000 лет до событий, описанных в фильмах. Игра начинается на корабле «Шпиль Эндара», атакованном флотом ситхов над планетой Тарис. Протагонист и один из республиканских пилотов, Карт Онаси, спускаются на Тарис в спасательной капсуле. Их первоочередная цель — найти джедая Бастилу Шан, которая командовала крейсером. Она обладает редким даром Боевой медитации, благодаря которому Республике удавалось до сих пор сдерживать натиск ситхов. Годом ранее с помощью Бастилы джедаи попытались захватить Тёмного владыку ситхов Дарта Ревана, но во время абордажа его ученик Дарт Малак открыл огонь по кораблю учителя, тем самым узурпировав власть. С тех пор Малак неустанно охотится на Бастилу, желая либо уничтожить её, либо использовать её способности в своих целях.

## Игровая система
Knights of the Old Republic — первая компьютерная ролевая игра, действие которой происходит в авторском мире «Звёздных войн». Она основана на игровой системе d20 — разновидности D&D 3-й версии. Бои проходят в реальном времени, но их можно в любой момент приостановить. Главный герой балансирует между добром и злом, и от каждого его поступка зависит его принадлежность к Светлой, либо Тёмной сторонам Силы, а в конечном счёте и концовка игры.

### Классы
При создании персонажа в начале игры нужно выбрать один из трёх классов:
- Солдат (англ. Soldier) — сильный боец с большим числом очков здоровья. Специалист боя.
- Негодяй (англ. Scoundrel) — слабый, но ловкий персонаж, специализирующийся на скрытном передвижении, ударах исподтишка, переговорах, и т. д.
- Разведчик (англ. Scout) — промежуточный класс между солдатом и негодяем. Автоматически получает возможность вживлять имплантаты. Специалист по диверсиям.

В какой-то момент главный герой становится джедаем/ситхом и должен выбрать себе новый класс:
- Джедай-защитник (англ. Jedi Guardian) — джедайский аналог солдата, (хотя боевых навыков как у разведчика) искусен в обращении со световым мечом, обладает обширной физической подготовкой, но за счёт этого страдают навыки обращения с Силой. Обладает способностью, позволяющей сблизиться с противником одним мгновенным прыжком.
- Джедай-консул (англ. Jedi Consular) — класс, сосредотачивающийся на развитии способностей обращения с Силой. Владеет специальными умениями, позволяющими сопротивляться отрицательным воздействиям Силы. У него наибольшее количество навыков из всех классов.
- Джедай-страж (англ. Jedi Sentinel) — универсальный боец, одинаково умелый как со световым мечом, так и с Силой, но не блистающий ни в чём. Обладает неуязвимостью к некоторым отрицательным эффектам, таким как панический страх, а позднее к оглушению и параличу.

Также существуют классы, недоступные главному герою, так как рассчитаны только на дроидов:
- Дроид-эксперт (англ. Expert Droid) — класс, ориентированный не на бой, а на выполнение вспомогательных задач: взлома замков и компьютерных систем, ремонта и разминирования. К этому классу принадлежит T3-M4.
- Боевой дроид (англ. Battle Droid) — класс, ориентированный на бой с применением бластерного оружия. К этому классу принадлежит HK-47.

### Сила
Заменой магии в «Звёздных войнах» служит Сила, которой наделены персонажи-джедаи и чувствительные к Силе враги. Способности Силы (англ. Force Powers) является аналогом заклинаниям, и делятся на три категории: светлые, тёмные и нейтральные. Изучение способностей Силы происходит по той же схеме, что и навыков: каждая Сила имеет 2-3 уровня умения, которые можно повышать при повышении уровня персонажа: протагонисту даётся 1-2 очка, которые можно и нужно использовать для развития способностей Силы. Использование Сил идёт за счёт очков силы (англ. Force Points), запас которых медленно восстанавливается в бою, но быстро — при выходе из него.
Любой персонаж-джедай может изучить любую силу, для которой достаточно его уровня. При этом можно использовать как тёмные, так и светлые силы вне зависимости от того, к Светлой или к Тёмной стороне принадлежит персонаж, однако при использовании светлым персонажем светлых сил он тратит меньше очков, чем будучи нейтральным, а при использовании тёмных — наоборот, больше. Такие же ограничения распространяются и на тёмных персонажей.

### Мини-игры
По традиции многих компьютерных ролевых игр, в «Рыцарях старой Республики» встроены три мини-игры:
- Пазаак (англ. Pazaak) — карточная игра (аналог Блек-джека, но максимальное количество не 21, а 20), особенность которой заключается в том, что в дополнение к стандартной колоде карт игрок может собирать дополнительные карты-усилители.
- Свуп-гонки (англ. Swoop Racing), где необходимо проехать на время трассу с препятствиями и ускорителями.
- Корабельная турель — стрельба из автоматических орудий по истребителям противника.

В некоторых случаях мини-игры являются обязательными для сюжетного прохождения.

## Сюжет
См. также Реван

### Тарис
Попав с помощью спасательной капсулы на оккупированный ситхами Тарис, главный герой и Карт в поисках Бастилы оказываются втянуты в разборки Черных Вулкеров и Тайных Беков — банд, промышляющих криминалом и свуп-гонками. Спустившись в Подгород, герои встречают юную тви’лечку Миссию Вао и спасают от рабства её друга-вуки Заалбара, которые присоединяются к ним. Вместе они выясняют, что Бастила попала в плен ко второй бандитской группировке и выставлена в качестве приза на гонках. Выбрав одну из фракций, главный герой выигрывает гонки и освобождает Бастилу, которая замечает в нём чувствительность к Силе. Объединив усилия с мандалорским наёмником Кандерусом Ордо, они проникают в логово криминального босса Тариса Дэвика, откуда угоняют «Эбеновый Ястреб» и вырываются с Тариса из-под носа флота ситхов, уже начавшего выполнение приказа Дарта Малака об уничтожении всего живого на планете.

### Дантуин
Прилетев в Анклав джедаев на Дантуине, Бастила докладывает Совету джедаев обо всех событиях, в том числе и о чувствительности главного героя к Силе. Ночью главному герою и Бастиле снится сон на двоих о том, как Реван и Малак искали что-то на Дантуине. Выслушав Бастилу, Совет постановляет обучить игрока Силе и принять в Орден. После невероятно быстрого обучения, не встречавшегося ни у одного из джедаев доселе, он проходит несколько испытаний, в одном из которых он либо возвращает к свету падшего джедая Джухани (в этом случае она чуть позже присоединится к нему в приключениях), либо убивает её. После этого главный герой получает задание разведать древний курган неподалёку. Проникнув внутрь, он обнаруживает построенный древней цивилизацией бункер, содержащий Звёздную Карту с координатами некоей «Звёздной Кузницы». Становится ясно, что именно это и искали во сне Реван и Малак, и что в конце концов они нашли «Звёздную Кузницу». Но карта неполная, и чтобы узнать точные координаты, нужна информация ещё с 4 карт на других планетах: Татуине, Кашиике, Манаане и Коррибане. Совет джедаев посылает главного героя на поиски. Дальнейшая игра проходит нелинейно, можно в любой момент перелетать с планеты на планету. После того, как остаётся найти последнюю карту, корабль игрока попадает в плен на флагманский корабль ситхов — «Левиафан» (см. ниже).

### Татуин
Главный герой прибывает в захолустный шахтёрский городок Анкорхед (англ. Anchorhead) на Татуине в разгар конфликта между занимающейся добычей руды межпланетной корпорацией «Цзерка» (англ. Czerka Corp.) и аборигенами-пустынниками. В зависимости от злых или добрых намерений протагониста, он может либо перебить пустынников, либо помочь им переселиться в другое место, подальше от колонизаторов. Опционально к игроку присоединяется странноватый дроид-переводчик HK-47 с садистскими наклонностями и лютой ненавистью ко всякой органической жизни. Разрешив конфликт, главный герой проникает в пещеру крайт-дракона, где находит Звёздную Карту.

### Кашиик
На Кашиике главный герой оказывается в эпицентре борьбы аборигенов-вуки с колонизаторами-работорговцами из корпорации «Цзерка». На стороне последних негласно выступает Чуундар (англ. Chuundar) — брат Заалбара, изгнавший своего отца Фрейра (англ. Freyyr) и узурпировавший место вождя. После того, как игрок находит звёздную карту Кашиика с помощью присоединившегося к нему Джоли Биндо, он должен сделать выбор между Чуундаром (Тёмная сторона) и Фрейром (Светлая сторона Силы). Если он выбирает последнее — восставшие вуки изгоняют захватчиков, в противном случае угнетение продолжается.

### Манаан
Планета Манаан полностью покрыта водой и населена селкатами — антропоморфными гуманоидами, умеющими плавать и дышать под водой . Единственное поселение на Манаане — Ахто-Сити (англ. Ahto-City), построено для торговли с другими планетами. Основной товар, экспортируемый с Манаана — кольто, очень ценное вещество, применяемое для заживления ран. Поэтому в условиях разгорающейся войны соблюдающий нейтралитет Манаан становится ключевой планетой, за обладание ресурсами которой борются Республика и Империя ситхов. По прибытии главный герой выясняет, что для того чтобы найти Звёздную Карту, ему необходимо выполнить несколько заданий для республиканского посла. Перед нахождением карты, игрок столкнётся с гигантской акулой (прародительницей селкатов) и встаёт перед выбором: отравить чудовище или взорвать часть станции. При выборе отравления доступ на Манаан будет закрыт (что не позволит выполнить некоторые дополнительные задания) а игрок получит тёмные очки Силы. Но если на суде после выхода из посольства Республики протагонист пригрозит селкатам опубликовать информацию об испорченном ресурсе, доступ на планету сохраняется.

### Коррибан
Планета, представляющая собой обширную бесплодную скалистую пустошь. Единственный космопорт на Коррибане находится в Дрешде (англ. Dreshdae) — небольшом поселении при Академии ситхов. Здесь захоронены древние лорды ситхов, а их последователи являются источником закона и порядка в этом пыльном мире. Главный герой видит во сне, что карта расположена в одной из гробниц ситхов, и вынужден попасть туда. Единственным способом это сделать является поступление в академию в качестве студента. Там новоиспечённому ученику приходится втереться в доверие к главе академии Утару Винну заработав так называемый «престиж», после чего он проходит финальное испытание и получает доступ к Звёздной Карте. В результате определённых действий герою придётся сражаться с большинством ситхов в Академии.

### Явин
Явин — газовый гигант, самой исторически важной луной которого считается Явин IV. В «Рыцарях старой Республики» игровой зоной является небольшая орбитальная станция, на которой обитает родианский изобретатель Cувам Тан (англ. Suvam Tan). Раньше он продавал свои разработки бандформированию трандошан, однако после возникших трений по поводу условий договора, успешно разрешённых главным героем, покидает станцию в поисках нового места для исследований. При выполнении ряда заданий позволяет собрать ближе к концу игры уникальные световые мечи.

### Левиафан
После нахождения третьей Звёздной Карты, во время перелёта «Эбеновый ястреб» перехватывает флагман флота Малака — «Левиафан» под командованием бывшего наставника Карта Онаси — адмирала Саула Карата. Главного героя, Бастилу и Карта берут на допрос, во время которого адмирал рассказывает, что Академия джедаев на Дантуине разрушена, а все джедаи мертвы. После допроса Карат уходит готовиться к прибытию Малака, а героев освобождает один из прочих членов команды (на выбор). Во время бегства к «Ястребу» их встречает Дарт Малак. Он рассказывает, что главный герой на самом деле — Дарт Реван, тяжело раненый при попытке захвата джедаями и потерявший память. В завязавшемся после этого бою Бастила жертвует собой, чтобы дать другим бежать, попадая в плен.

### Раката-Прайм (неизвестный мир)
На этой планете герой встречается с древней цивилизацией ракат и узнаёт, как попасть на «Звёздную Кузницу» — мощную боевую станцию, которая в далёком прошлом являлась источником власти раката. Заручившись поддержкой аборигенов, игрок попадает в храм, где встречает отряды ситхов и обращённую на Тёмную сторону Бастилу. Здесь игроку предстоит сделать окончательный выбор между Светлой и Тёмной стороной и определить дальнейшую концовку игры. В любом случае команда чинит Эбеновый Ястреб и отправляется к «Звёздной Кузнице».

### Звёздная Кузница
Гигантская космическая станция, построенная некогда великой расой раката (Строители), «Звёздная Кузница» способна производить огромное количество дроидов и военной техники при использовании минимального количества ресурсов. Станция была пропитана Тёмной стороной силы. Главный герой, победив Малака, в зависимости от своего выбора на планете Раката-Прайм или уничтожает станцию, или же с её помощью продолжает войну с Республикой. При выборе войны с Республикой, гибнет большая часть команды (есть возможность убедить несколько сопартийцев перейти на Тёмную сторону) и уничтожается флот Республики.

## Актёры озвучивания
- Дженнифер Хейл — Бастила Шан
- Рафаэль Сбардж — Карт Онаси
- Рафаэль Феррер[англ.] — Дарт Малак
- Джон Сайган[англ.] — Кандерус Ордо
- Кристоффер Табори[англ.] — HK-47, дополнительное озвучивание
- Кевин Майкл Ричардсон — Джоли Биндо
- Кортни Тэйлор[англ.] — Джухани
- Кэт Тэбер[англ.] — Миссия Вао
- Эдвард Аснер — магистр Врук Ламар
- Этан Филлипс — медицинский дроид, элитный гренадер, перепуганный наёмник на Манаане
- Кэм Кларк — ситх-дипломат, Коно Нолан, привратник Тревин, младший научный сотрудник «Цзерки», ситх-ученик, дополнительное озвучивание
- Фил Ламарр — Гадон Тек
- Робин Аткин Даунс — Мекель, Грифф, вулкер-механик[3]
- Рино Романо[англ.] — Реван
- Том Кэйн[англ.] — магистр Вандар Токар, родианцы
- Фрэнк Уэлкер — Санри, Джорак Ульн, Гар, болельщик на гонках, дополнительное озвучивание
- Джесс Харнелл — солдат Республики

## Реакция критиков
| Сводный рейтинг       | Сводный рейтинг     | Сводный рейтинг     | Сводный рейтинг     |
| Издание               | Оценка              | Оценка              | Оценка              |
| Издание               | iOS                 | PC                  | Xbox                |
| --------------------- | ------------------- | ------------------- | ------------------- |
| GameRankings          | 89,08 %             | 93,19 %             | 94,21 %             |
| Metacritic            | N/A                 | 93/100 (33 обзора)  | 94/100 (72 обзора)  |
| MobyRank              | N/A                 | 92/100              | 93/100              |
| Иноязычные издания    |                     |                     |                     |
| Издание               | Оценка              | Оценка              | Оценка              |
| Издание               | iOS                 | PC                  | Xbox                |
| Eurogamer             | N/A                 | 9/10                | N/A                 |
| GameRevolution        | N/A                 | N/A                 | A-                  |
| GameSpot              | N/A                 | 8,8/10              | 9,1/10              |
| GameSpy               | N/A                 | [ 15 ]              | N/A                 |
| GamesRadar+           | N/A                 | [ 16 ]              | N/A                 |
| IGN                   | N/A                 | N/A                 | 9,5/10              |
| XboxAddict            | N/A                 | N/A                 | 90 %                |
| Русскоязычные издания |                     |                     |                     |
| Издание               | Оценка              | Оценка              | Оценка              |
| Издание               | iOS                 | PC                  | Xbox                |
| Absolute Games        | N/A                 | 87 %                | N/A                 |
| PlayGround.ru         | N/A                 | 9/10                | N/A                 |
| «Домашний ПК»         | N/A                 | [ 21 ]              | N/A                 |
| «Игромания»           | N/A                 | 10/10               | N/A                 |
| Награды               |                     |                     |                     |
| Издание               | Награда             | Награда             | Награда             |
| Домашний ПК           | Выбор редакции      | Выбор редакции      | Выбор редакции      |
| Домашний ПК           | Лучшая ролевая игра | Лучшая ролевая игра | Лучшая ролевая игра |
| GamesRadar            | Five Star Award     | Five Star Award     | Five Star Award     |
| GameSpy               | Editors' Choice     | Editors' Choice     | Editors' Choice     |
| IGN                   | Editors' Choice     | Editors' Choice     | Editors' Choice     |
| Absolute Games        | «Наш выбор»         | «Наш выбор»         | «Наш выбор»         |
| ЛКИ                   | Корона журнала      | Корона журнала      | Корона журнала      |

Игра получила большей частью восторженные отзывы в игровых изданиях и на веб-сайтах и получила большое число наград, в том числе была многократно названа игрой года.
Некоторые журналисты (и некоторая часть поклонников «Звёздных войн») даже зашли так далеко, что заявляли, что KotOR лучше кинотрилогии-приквела, в особенности вышедшие к тому моменту эпизоды I—II, которые были встречены неодобрительно некоторыми фанатами серии.

### Награды
- BAFTA[25]
  - Лучшая игра года—2003 для Xbox
- GameSpy
  - Лучшая игра года—2003 для Xbox
  - Лучшая игра года—2003
- Game Developers Choice — 2004
  - Игра года
  - Лучший персонаж игры (HK-47)
  - Лучший сценарий
- IGN
  - Лучший звук (Xbox)
  - Лучший сценарий (PC)
  - Лучшая ролевая игра года—2003 для Xbox
  - Лучшая ролевая игра года—2003 для PC
  - Лучшая игра года—2003 для Xbox
  - Лучшая игра года—2003 для PC
  - Игра года—2003
- Gamespot
  - Лучшая игра, основанная на кино- или телефильме
  - Лучшая игра года—2003 для Xbox
  - Лучшая ролевая игра года—2003
- Computer Gaming World — игра года
- PC Gamer — игра года
- Interactive Achievement Awards — лучшие сюжет/персонажи
- Official Xbox Magazine — игра года
- Игромания — Лучшая RPG (2003)[26]
- Игромания — Лучший сюжет (2003)
- Игромания — Самая революционная (2003)

## Продолжения игры
Star Wars: Knights of the Old Republic II – The Sith Lords была разработана другой студией — Obsidian Entertainment, с использованием усовершенствованной версии графического движка первой игры. Это произошло из-за того, что студия BioWare была слишком занята разработкой Jade Empire. Сиквел вышел в декабре 2004 года на платформе Xbox (всего через 14 месяцев после начала разработки) и в феврале 2005 года для PC. 21 июля 2015 года, спустя более 10 лет после выхода игры, состоялся релиз для Linux и MacOS.
Star Wars: The Old Republic разработанная подразделением BioWare в Остине, штат Техас (США), является многопользовательской ролевой онлайн-игрой, события которой происходят через 300 лет после игр серии Knights of the Old Republic. Игра анонсирована 21 октября 2008, бета-тестирование проекта прошло в сентябре 2011 года, а официальный запуск состоялся 20 декабря.